# Dwightla angolana
Dwightla angolana är en insektsart som beskrevs av Rauno E. Linnavuori och Al-ne'amy 1983. Dwightla angolana ingår i släktet Dwightla och familjen dvärgstritar. Inga underarter finns listade i Catalogue of Life.